# Dario Beni
Dario Beni (1. ledna 1889, Řím – 11. února 1969) byl italský cyklista.
Stal se vítězem historicky první etapy Giro ď Itália roku 1909 z Milána do Boloně. V celkovém hodnocení skončil na 7. místě.
Aristokratický, elegantní, laskavý a především vynikající spurtér, který dokázal skvěle zajet i etapové a dlouhé závody. Po skončení cyklistické kariéry se stal technickým komisařem italského olympijského týmu v Berlíně 1936 a prezidentem cyklistické federace v regionu Lazio.

## Vítězství
- 3x XX Settembre – 1911, 1912, 1914
- 2x Mistr Itálie – 1909, 1911
- 1x Okolo Romagna – 1912
- Vítěz 3 etap na Giro ď Itália